# 引田ひなまつり

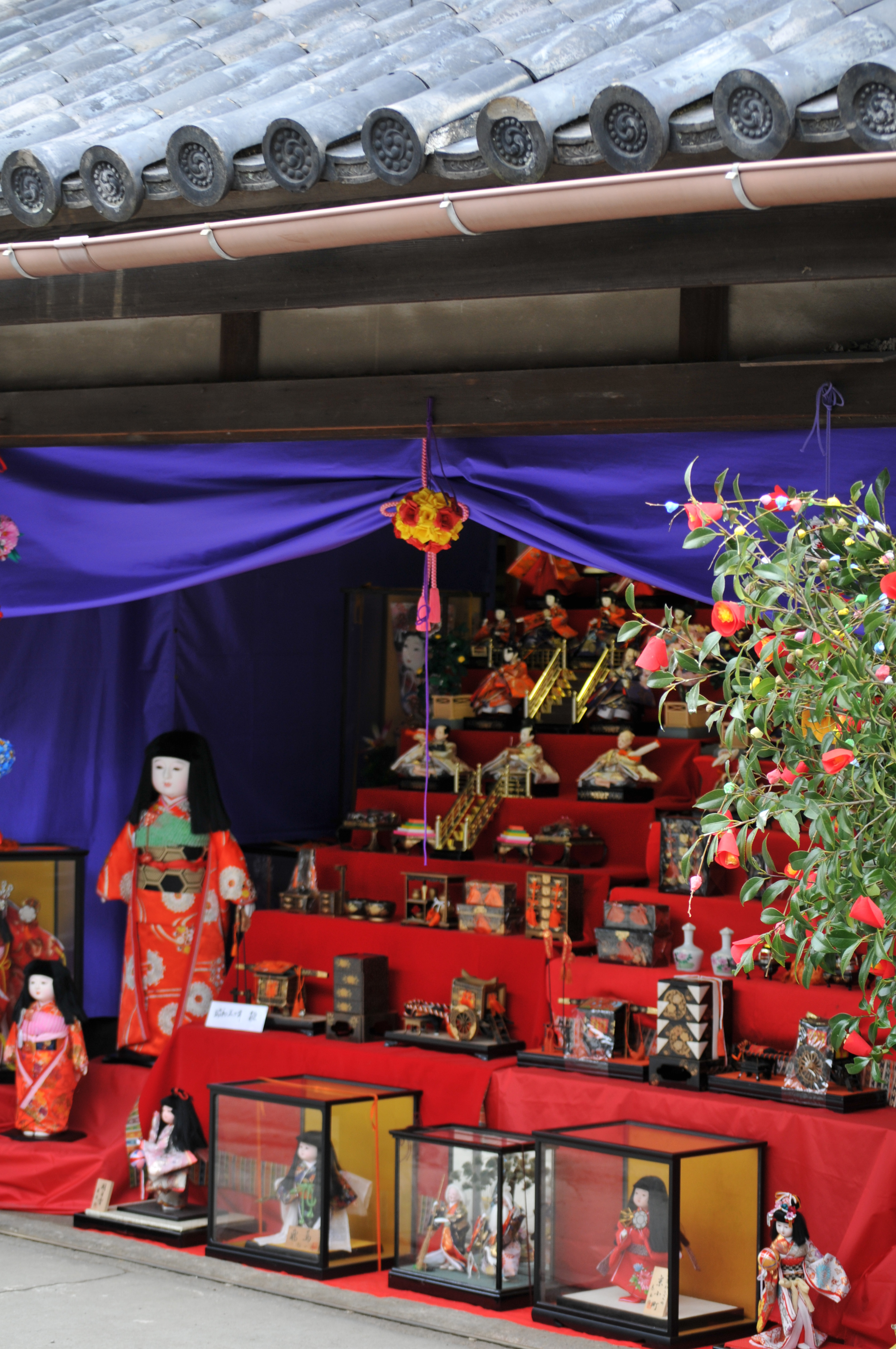
ひな祭りの様子

引田ひなまつり（ひけた－）は、香川県東かがわ市引田の旧市街地で、2月末から3月3日まで開催される祭りである。

## 概要
引田では昔より女児が誕生すると初節句（桃の節句）に、この地域独特の「引田雛」と呼ばれるひな飾りを親族や近所の人に披露する風習があった。引田雛は内裏びなが御殿入った御殿雛と、雛壇の横に市松人形を飾るのが特徴である。また、子供たちは家々を回り菓子を貰っていた。雛人形等は母親の実家が準備するのがしきたりであったが、豪華なものを各戸競うように披露しあい経済的負担も多大なため、周辺地域では江戸期以前より「引田には嫁にやるな」という諺が伝わっている。あまりに華美であり家計の負担も大きく昭和の終わり頃には自治会の申し合わせにより自粛となった。
「引田まち並み保存会」が中心となり町おこしのために数件の有志により、平成15年（2003年）に第1回引田ひなまつりが開催された。通り沿いに飾られる雛人形は古くは江戸時代のものから現代のものまであり、創作雛人形、地元の保育園児作成の雛人形など多様である。第7回となった平成21年（2009年）は約90軒が参加した。
かつてこの地方で小正月の供え物として各家に飾られた、「もち花」とも呼ばれる柳もち飾りと、造花の菜の花・椿を竹筒に入れたものが通りに飾られる。期間中のイベントとして市松行列、ひな行列、だんじり子ども歌舞伎などが行われる。

## 特記事項
- JR四国の特急「うずしお」は、通常引田駅を通過する列車もあるが、祭りの開催期間中は一部の列車が臨時停車する。

## ギャラリー

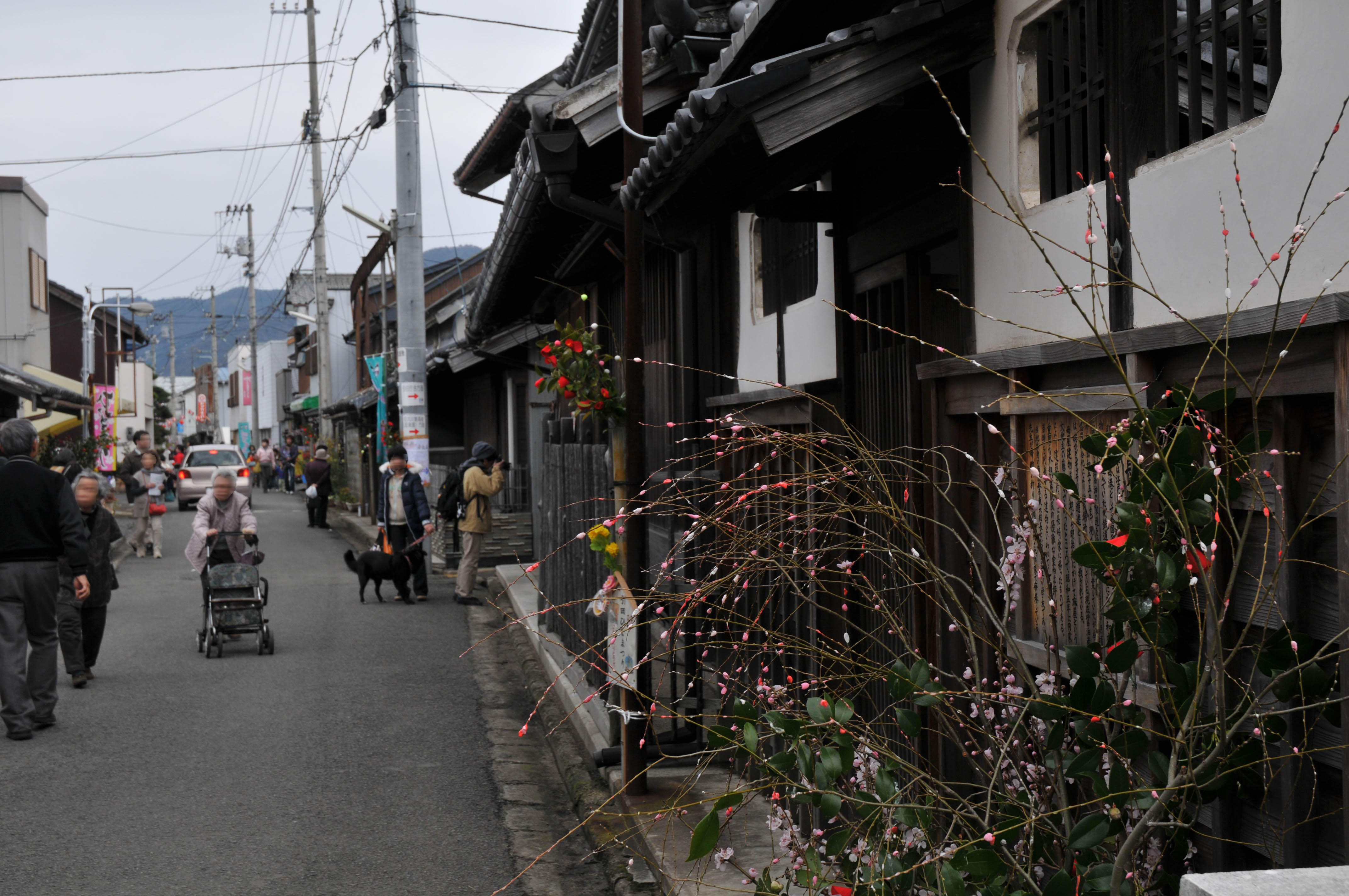
「もち花」と通りの様子
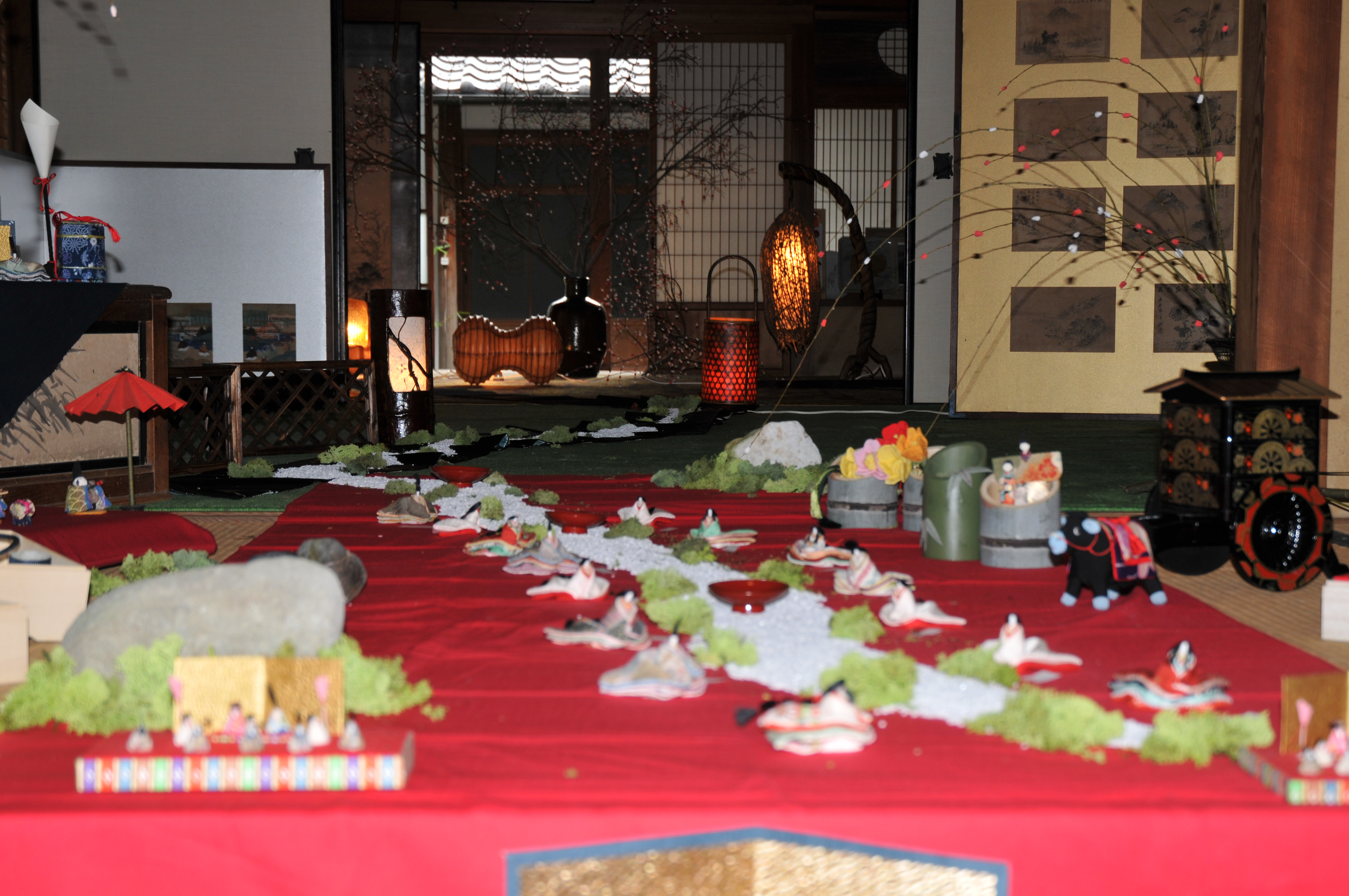
曲水の飾り
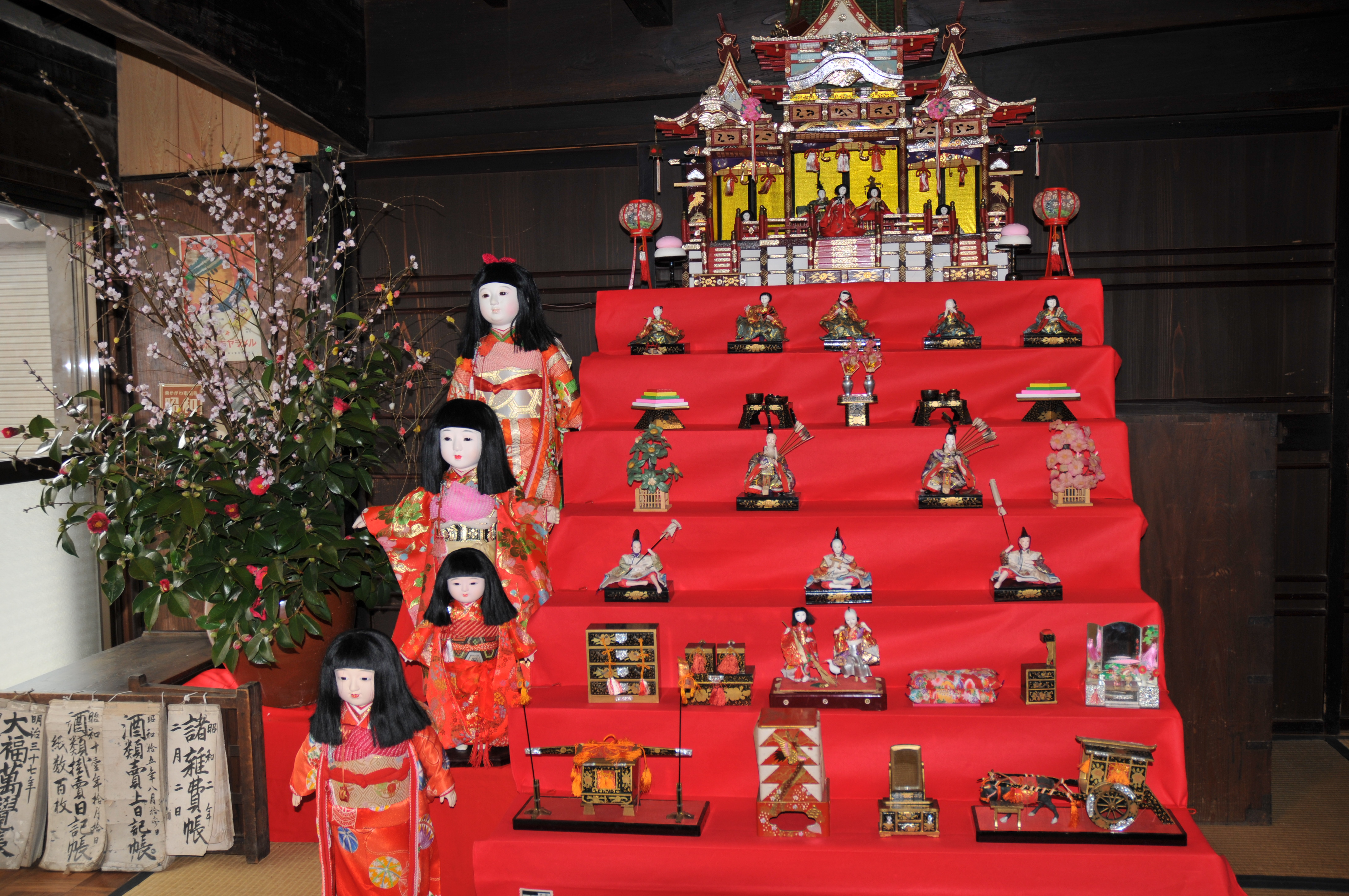
御殿雛と市松人形
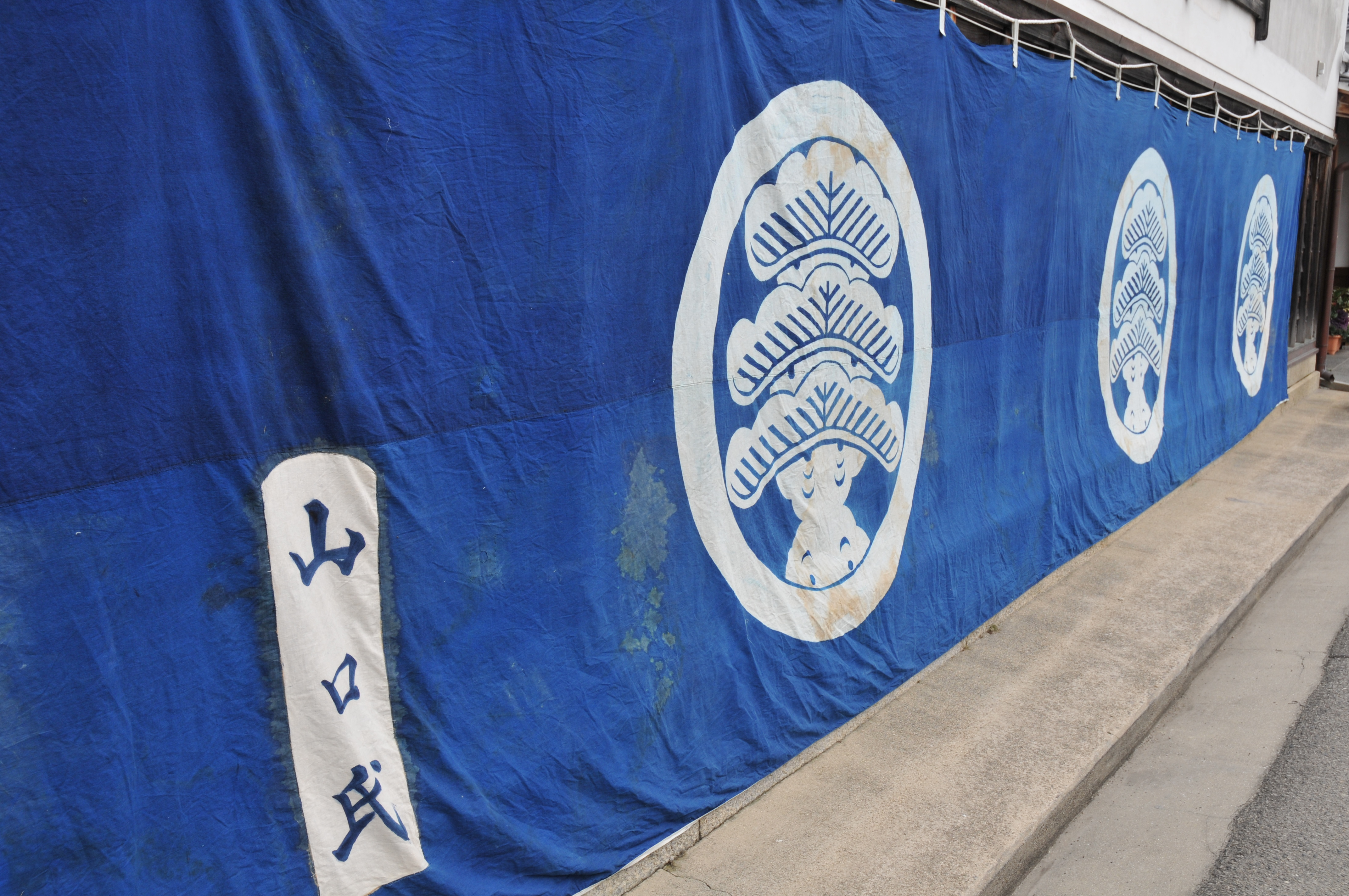
定紋を染め抜いた陣幕
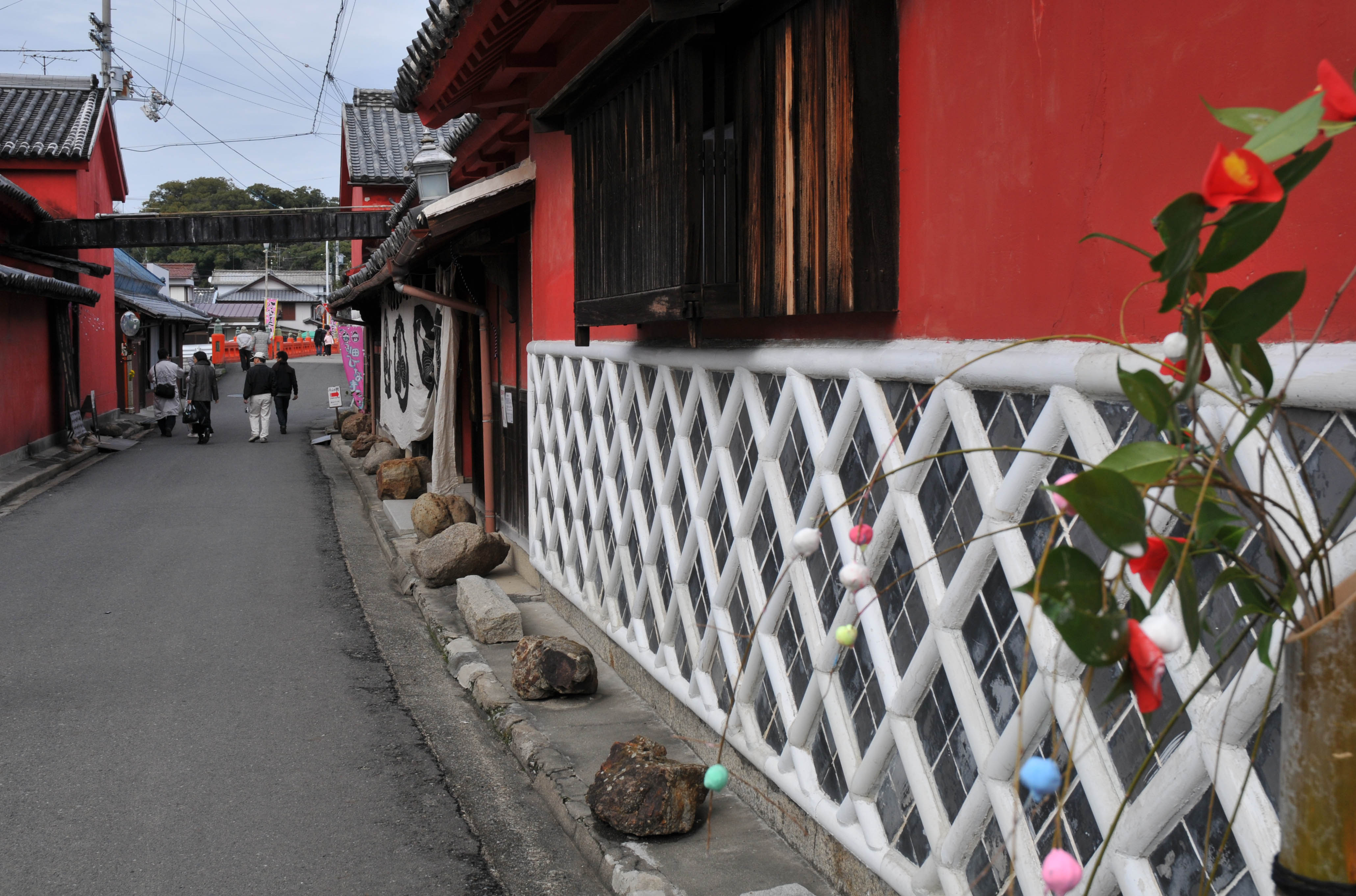
かめびし醤油前
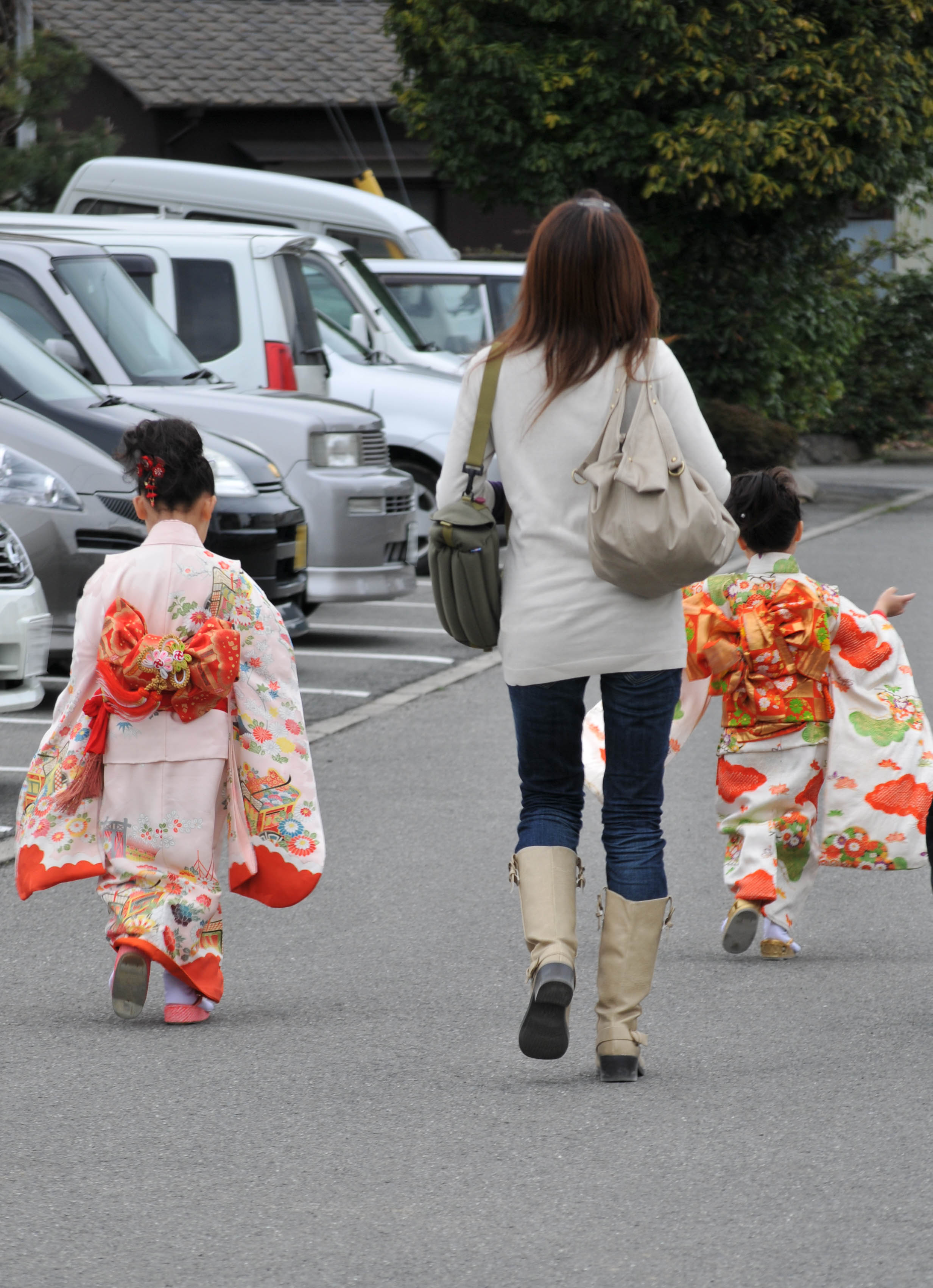
和服の子供